# اللغة السنسكريتية
السنسكريتية  ( ؛ باللغة السنسكريتية: संस्कृत  اسميًا : संस्कृतम् ) هي لغة قديمة في الهند وهي لغة طقوسية للهندوسية، والبوذية، والجاينية. لها موقع في الهند وجنوب شرق آسيا مشابه للغة اللاتينية واليونانية في أوروبا في القرون الوسطى، وقد لاحظ هذا الشبه العالم اللغوي ويليام جونز حيث كان يعمل قاضياً هناك، ولهذه اللغة جزء مركزي في التقليد الهندوسي. السنسكريتية هي إحدى الاثنتين وعشرين لغة رسمية للهند. تُدرّس في الهند كلغة ثانية. كما أن بعض البراهمنيين -وهم الوعاظ من الطبقة العالية- يعتبرونها لغتهم الأم.
لقد كانت اللغة السنسكريتية وما زالت في الهند في المعابد فيسمح فقط لكهنة البراهما بقراءة النصوص السنسكريتية، أما في الماضي فتواجدت في الأدب الهندي: أدب لغتي البالي والبراكريت، الأدب الدرافيدي الباكر، الأدب البنغالي. وغيره من الآداب والشعر الديني المستوحى.
تشير السنسكريتية عمومًا إلى العديد من اللغات الهندية الآرية القديمة. أكثرها قديمة هي الفيدية السنسكريتية الموجودة في ريجفدا، وهي مجموعة من 1028 ترنيمة مؤلفة بين 1500 قبل الميلاد و 1200 قبل الميلاد من قبل القبائل الهندية الآرية المهاجرة شرقا مما هو اليوم أفغانستان عبر شمال باكستان وإلى شمال الهند. تفاعلت اللغة السنسكريتية الفيدية مع اللغات القديمة الموجودة مسبقًا في شبه القارة الهندية، واستوعبت أسماء النباتات والحيوانات التي تمت مواجهتها حديثًا ؛ بالإضافة إلى ذلك، أثرت اللغات الدرافيدي القديمة على علم الأصوات والنحو السنسكريتية. يمكن للسنسكريتية أيضًا أن تشير بشكل أكثر تحديدًا إلى اللغة السنسكريتية الكلاسيكية، وهي شكل نحوي دقيق وموحد ظهر في منتصف الألفية الأولى قبل الميلاد وتم تدوينه في أشمل القواعد النحوية القديمة. كتب كاليداسا (أعظم كاتب مسرحي في اللغة السنسكريتية)، باللغة السنسكريتية الكلاسيكية، وتم وصف أسس الحساب الحديث لأول مرة في اللغة السنسكريتية الكلاسيكية. تم تأليف الملحمتين السنسكريتية الرئيسيتين، مهابهاراتا ورامايانا في مجموعة من سجلات الحكايات الشفوية تسمى ملحمة سنسكريتية والتي كانت تُستخدم في شمال الهند بين 400 قبل الميلاد و 300 م ، ومُعاصرة تقريبًا للغة السنسكريتية الكلاسيكية. في القرون التالية، أصبحت اللغة السنسكريتية مُرتبطة بالتقاليد، وتوقف تعلمها كلغة أولى، وتوقفت في النهاية عن التطور كلغة حية.

## التاريخ

### الأصل والتطور
تنتمي السنسكريتية إلى عائلة اللغات الهندو-أوروبية. تعد واحدة من أقدم ثلاث لغات موثقة قديمة نشأت من لغة جذر مشتركة تعرف الآن باسم الهندو-أوروبية البدائية:
- السنسكريتية الفيدية (حوالي 1500-500 قبل الميلاد).
- اليونانية الميسينية (حوالي 1450 قبل الميلاد)[20] واليونانية القديمة (حوالي 750-400 قبل الميلاد).
- الحيثية (حوالي 1750-1200 قبل الميلاد).

تشمل اللغات الهندو-أوروبية الأخرى ذات الصلة البعيدة بالسنسكريتية اللاتينية القديمة والكلاسيكية (حوالي 600 قبل الميلاد - 100 ميلادي، اللغات المائلة)، والقوطية (لغة جرمانية قديمة، حوالي 350 ميلادي)، والإسكندنافية القديمة (حوالي 200 ميلادي وما بعدها)، والأوستية القديمة (حوالي أواخر الألفية الثانية قبل الميلاد) والأوستية الحديثة (حوالي 900 قبل الميلاد). أقرب الأقارب القدماء للسنسكريتية الفيدية في اللغات الهندو-أوروبية هي اللغات النورستانية الموجودة في منطقة هندو كوش النائية في شمال شرق أفغانستان وشمال غرب الهيمالايا، وكذلك الأوستية القديمة والفارسية القديمة المنقرضتين – وكلتاهما لغات إيرانية. تنتمي السنسكريتية إلى مجموعة ساتم من اللغات الهندو-أوروبية.
تعجب العلماء في العصر الاستعماري الذين كانوا على دراية باللاتينية واليونانية من التشابه مع اللغة السنسكريتية، سواء في مفرداتها أو قواعدها، مع اللغات الكلاسيكية لأوروبا.
تشرح نظرية الهجرات الهندو-آرية الميزات المشتركة بين السنسكريتية واللغات الهندو-أوروبية الأخرى من خلال اقتراح أن المتحدثين الأصليين لما أصبح يسمى السنسكريتية وصلوا إلى جنوب آسيا من منطقة ذات أصل مشترك، في مكان ما شمال غرب منطقة السند، خلال أوائل الألفية الثانية قبل الميلاد. تتضمن الأدلة على هذه النظرية العلاقة الوثيقة بين اللغات الهندو-إيرانية واللغات البلطيقية والسلافية، وتبادل مفرداتها مع اللغات الأورالية غير الهندو-أوروبية، وطبيعة الكلمات الهندو-أوروبية الموثقة للنباتات والحيوانات.
تشير هذه التوافقات إلى جذر مشترك، وروابط تاريخية بين بعض اللغات القديمة الرئيسية السحيقة في العالم.
تظل فترة ما قبل تاريخ اللغات الهندو-آرية التي سبقت السنسكريتية الفيدية غير واضحة وتضعها فرضيات مختلفة ضمن حدود واسعة نسبيًا. وفقًا لتوماس بورو، استنادًا إلى العلاقة بين اللغات الهندو-أوروبية المختلفة، قد يكون أصل جميع هذه اللغات في ما هو الآن وسط أو شرق أوروبا، بينما من المحتمل أن تكون المجموعة الهندو-إيرانية قد نشأت في وسط روسيا. انفصل الفرعان الإيراني والهندو-آري في وقت مبكر جدًا. انتقل الفرع الهندو-آري إلى شرق إيران ثم جنوبًا إلى جنوب آسيا في النصف الأول من الألفية الثانية قبل الميلاد. بمجرد وصولها إلى الهند القديمة، شهدت اللغة الهندو-آرية تغييرات لغوية سريعة وتحولت إلى اللغة السنسكريتية الفيدية.

## الصور

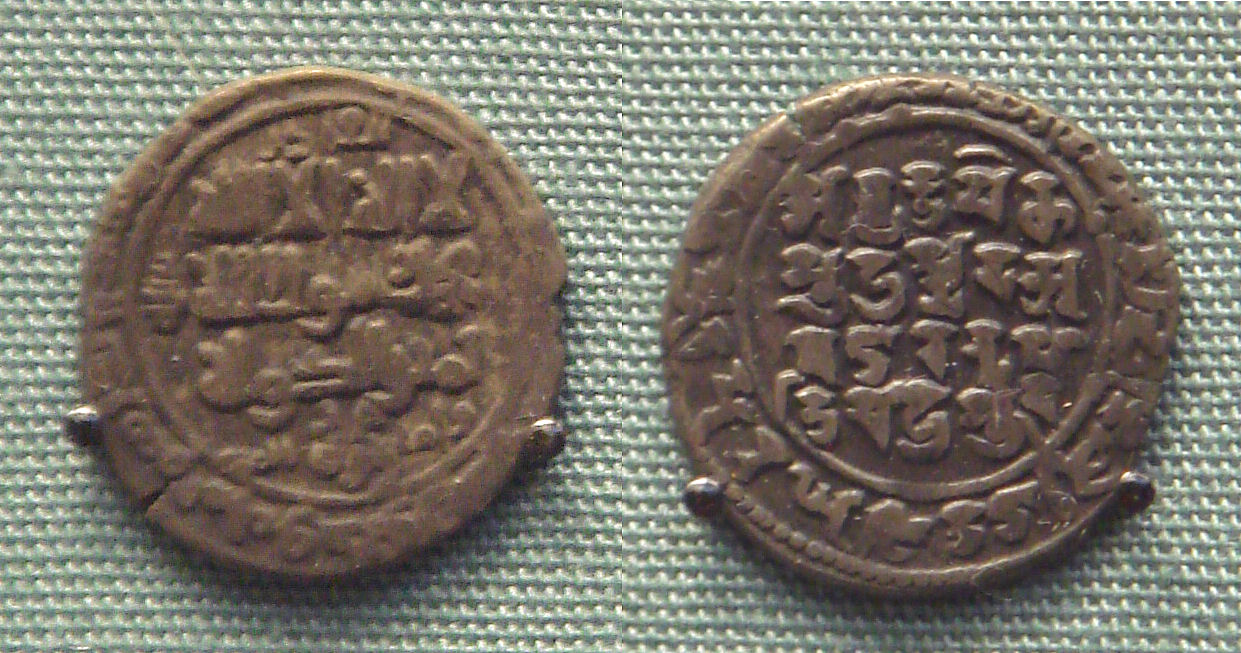
عملة ضربت في عهد محمود الغزنوي بلاهور.
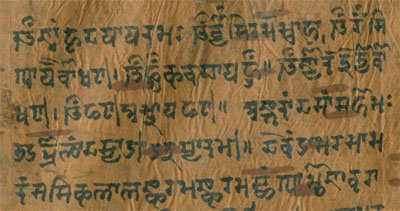
مخطوطة بالخط شارادا (القرن 17)
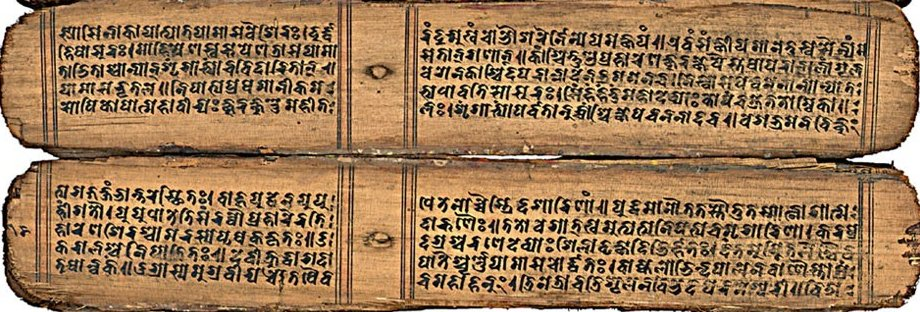
مخطوطة على أوراق النخيل في (القرن 11)